# Pierre Pèse
La Pierre Pèse (Pèze), appelée aussi Pierre Levée de Panessac ou Pierre Levée de Saint-Saviol ou Pierre-Folle de Saint-Saviol, est un dolmen situé sur la commune de Limalonges, dans le département des Deux-Sèvres. 

## Historique
Des fouilles y furent pratiquées en août et novembre 1802 par un professeur de Niort, M. Joseau à la demande de l'administration préfectorale. C'est d'ailleurs le baron Dupin, préfet du département à l'époque, qui mentionne pour la première fois l'édifice. Le dolmen est classé au titre des monuments historiques en 1889.

## Description
Le dolmen est recouvert d'une monumentale table de couverture en forme de soufflet qui mesure 7,30 m de long pour une largeur maximale de 3,50 m et une épaisseur de 1,15 m côté sud. Elle ne repose que sur trois piliers de hauteur inégale, deux au nord et un au sud, légèrement penchée vers le nord. Les autres dalles visibles côté ouest n'atteignent pas la table. Côté est, la table a été en partie mutilée. Le tumulus, mentionné par Joseau et Dupin n'est plus visible. Les dalles sont en calcaire.

## Fouilles
Les fouilles sommaires de Joseau livrèrent des ossements humains (fragment d'humérus, vertèbres cervicales, mandibule, rotules), des éclats de silex très tranchants, deux fragments de haches polies et des os aiguisés assimilés à des pointes de flèches. Ce matériel est désormais perdu. En 1889, une fouille des déblais de Joseau aurait permis de découvrir de nouveaux objets mais le détail en est inconnu.

## Folklore
Selon la tradition, un général serait enterré sous le dolmen. Une autre légende rapporte que le dolmen était entouré d'auges qu'il ne fallait pas déplacer sous peine d'encourir de terribles châtiments. Des charretiers qui n’avaient pas respecté l'interdit virent leurs chevaux mourir et leurs charrettes détruites. Le seul charretier qui réussit à les sortir du bois tomba finalement foudroyé. Deux de ces auges qui servaient d'abreuvoirs près d'un puits demeurèrent longtemps visibles avant d'être finalement brisées par un carrier.